# Tukwila, Washington
Tukwila je grad u američkoj saveznoj državi Washington. Prema popisu stanovništva iz 2010. u njemu je živjelo 19.107 stanovnika.